# Twierdza Modlin
Twierdza Modlin (dawniej Nowogieorgijewsk) – umocnienia położone na Mazowszu u zbiegu Wisły, Narwi i Wkry około 30 km na północny zachód od Warszawy. Składają się z cytadeli położonej na prawym brzegu Narwi, umocnionych przedmości: kazuńskiego i nowodworskiego oraz z dwóch łańcuchów fortów. Jest jedną z największych i najlepiej zachowanych twierdz w Polsce.
Twierdza stanowi wielokrotnie rozbudowywane umocnienie i zawiera w sobie elementy fortyfikacji francuskiej, rosyjskiej i polskiej. Twierdza była czterokrotnie broniona: w 1813, 1831, 1915 i 1939 roku. Ponadto w 1920 w oparciu o nią toczyły się walki polsko-bolszewickie. Obsadzały ją wojska polskie (Księstwa Warszawskiego, Królestwa Polskiego, następnie Rzeczypospolitej), francuskie, saskie, wirtemberskie, rosyjskie i niemieckie (II i III Rzeszy).
Nazwa „Modlin tw.” określa jedynie cywilną część, tworzącą osiedle numer 6 Nowego Dworu Mazowieckiego i adres pocztowy 05-160. Rozciąga się ona jednak także na Obóz Warowny, tj. fortyfikacje wewnętrznego i zewnętrznego pierścienia wzniesione w okresie od lat 80. XIX wieku do wybuchu I wojny światowej oraz towarzyszące im dzieła z różnych okresów.
Na terenie fortecy znajduje się najdłuższy w Europie budynek – cytadela będąca ówcześnie koszarami wojskowymi – liczący 2250 m długości.

## Historia twierdzy

### Od wczesnego średniowiecza do 1806. Pierwsze umocnienia i plany
Miejsce zbiegu szlaków komunikacyjnych biegnących wzdłuż Wisły, Narwi i Bugu zostało umocnione już w okresie wczesnego średniowiecza, w czasach rządów dynastii Piastów. Dla kontrolowania i zabezpieczenia tego strategicznego rejonu w Zakroczymiu wzniesiono w XI wieku warowny gród.

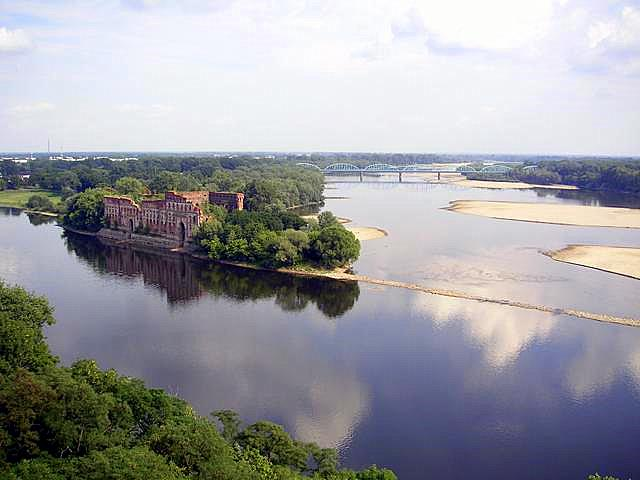
Nowy Dwór Mazowiecki, ruiny spichlerza nad Narwią, widok z wieży cytadeli

Pierwsze nowożytne fortyfikacje w rejonie dzisiejszej cytadeli zostały wzniesione przez siły pospolitego ruszenia Mazowsza, które założyło tu we wrześniu 1655 roku obóz, gromadząc się w celu obrony przed najazdem szwedzkim. Były to oszańcowane stanowiska artylerii broniące przepraw przez Wisłę i Bugonarew, oraz fosa osłaniająca obóz od wschodu. Podczas bitwy pod Nowym Dworem siły polskie przez dziesięć dni blokowały przeprawę wojsk szwedzkich, następnie, zmuszone do odwrotu ogniem szwedzkiej artylerii, wykorzystując powstałe fortyfikacje i przeszkody terenowe oderwały się od przeciwnika unikając zniszczenia.
Następnie wojska szwedzkie założyły tu ufortyfikowany obóz (tzw. Bugskansen). Obecnie nie istnieją żadne pozostałości tego umocnienia. Prace fortyfikacyjne w tym miejscu – przy ważnej przeprawie – prowadziły w okresie wielkiej wojny północnej wojska saskie feldmarszałka Adama von Steinaua. Uwagę na konieczność ufortyfikowania tego rejonu zwracano też w czasach stanisławowskich. W roku 1794 rosyjski generał Pietr Korniłowicz Suchtelen opracował plany twierdzy „Zakroczym”, jednak prac nad budową tej twierdzy nigdy nie podjęto.

### 1806–1815. Okres napoleoński. I obrona twierdzy w 1813
Budowę twierdzy rozpoczęto z rozkazu Napoleona I. 1 grudnia 1806 roku w Poznaniu wydał on rozkaz w sprawie ufortyfikowania przyczółków w Wyszogrodzie, Modlinie, Serocku i Pradze. W okresie Księstwa Warszawskiego, od wiosny 1807 do lata 1812 roku, powstał zasadniczy zrąb twierdzy składający się z obwarowania głównego (twierdza bastionowa, obecnie obwód wewnętrzny cytadeli), trzech wysuniętych, nieukończonych koron oraz umocnień na przedmościach kazuńskim, nowodworskim i Wyspie Szwedzkiej. Były to fortyfikacje ceglano-ziemne wznoszone według nowoczesnej myśli francuskiej. Autorem pierwszego projektu twierdzy był wybitny francuski inżynier, generał François de Chasseloup-Laubat. Do pracy przy wznoszeniu umocnień zatrudniono w roku 1812 oprócz rzemieślników także 10–12 tysięcy okolicznych chłopów.

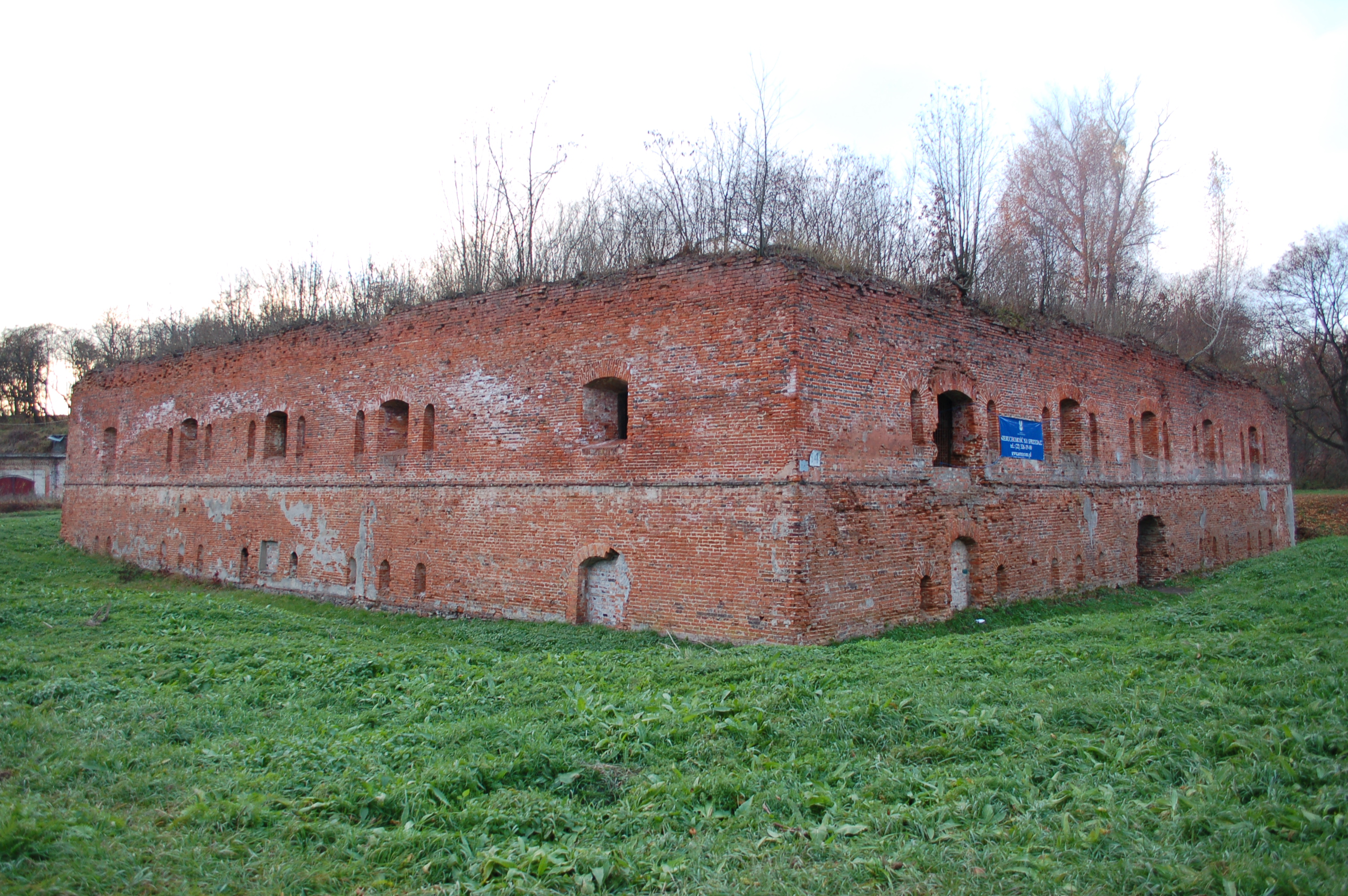
Modlin: działobitnia por. Kołaczkowskiego, zwana także Redutą Napoleońską. Wykonana w koronie utrackiej jako jedyny z trzech takich planowanych obiektów – po jednym dla każdej korony. Jeden z najstarszych obiektów w twierdzy.

W wojnie 1812 roku twierdza modlińska służyć miała wraz z umocnieniami w Serocku, Pradze i Zamościu jako oparcie dla operacji wojsk francuskich. Wobec postępów ofensywy napoleońskiej prace fortyfikacyjne zostały w zasadzie przerwane w sierpniu 1812 roku. Po klęsce wyprawy na Moskwę paląca stała się potrzeba przygotowania Modlina do obrony. Umocnienia były pilnie uzupełniane i rozbudowywane od grudnia 1812 roku. Oblężenie twierdzy przez wojska rosyjskie Iwana Paskiewicza (10 000 żołnierzy) rozpoczęło się 5 lutego 1813. W tej kampanii twierdza modlińska wypełniła swoje zadanie, blokując na obszarze Księstwa Warszawskiego liczne oddziały rosyjskie i trwając w walce na głębokich tyłach teatru działań, gdy główne wojska Księstwa walczyły pod komendą ks. Józefa Poniatowskiego w Niemczech. Garnizon twierdzy tworzyły mieszane oddziały polskie, francuskie, saskie i wirtemberskie, dowodzone początkowo przez generała Franciszka Ksawerego Kosseckiego, a następnie przez generała Hermana Wilhelma Daendelsa, którego to Kossecki został zastępcą w czasie dalszej obrony (według Małej Encyklopedii Wojskowej garnizonem Modlina początkowo dowodził generał Ksawery Kossecki, a dopiero potem dowództwo objął Daendels ). Łącznie Modlina broniło 5230 żołnierzy, 261 oficerów i 120 dział, w tym około 4000 polskich żołnierzy . Obrona Modlina trwała nawet wtedy, gdy po klęsce Napoleona w „Bitwie Narodów” pod Lipskiem (październik 1813) zgasły nadzieje na ofensywę francuską w kierunku wschodnim i odblokowanie twierdzy. Twierdza skapitulowała 1 grudnia 1813 roku (25 grudnia 1813 według Małej Encyklopedii Wojskowej ), wobec wysokich strat (48,4% stanu wyjściowego), wyczerpania się amunicji i przeniesienia się operacji wojsk własnych za Ren. Kapitulację przyjął rosyjski generał P. Kleinmichel, który w lipcu zastąpił Paskiewicza.

### 1815–1831. Królestwo Polskie i powstanie listopadowe. II obrona twierdzy w 1831
W okresie Królestwa Polskiego w twierdzy stacjonowały nieliczne oddziały armii polskiej i rosyjskiej. Mimo licznych planów nie podejmowano większych działań mających na celu rozbudowę twierdzy. W czasie powstania listopadowego i wojny polsko-rosyjskiej 1831 roku twierdza została sprawnie przygotowana do obrony i uzupełniona elementami fortyfikacji polowej. Jej komendantem został mianowany gen. Ignacy Ledóchowski. W czasie operacji letnich 1831 roku twierdza nie była atakowana. 8 września 1831 roku do twierdzy weszła po kapitulacji Warszawy większość wojsk polskich – 32,5 tys. żołnierzy z 91 działami. Armia niedługo później opuściła Modlin i skierowała się w stronę Płocka, zaś sama twierdza została 25 września okrążona przez wojska rosyjskie. Wobec przekroczenia przez armię granicy pruskiej obrona Modlina stała się wkrótce bezcelowa; twierdza skapitulowała 9 października 1831 roku jako przedostatni punkt oporu powstania.

### 1832–1883. Pierwsza rozbudowa twierdzy i okres stagnacji

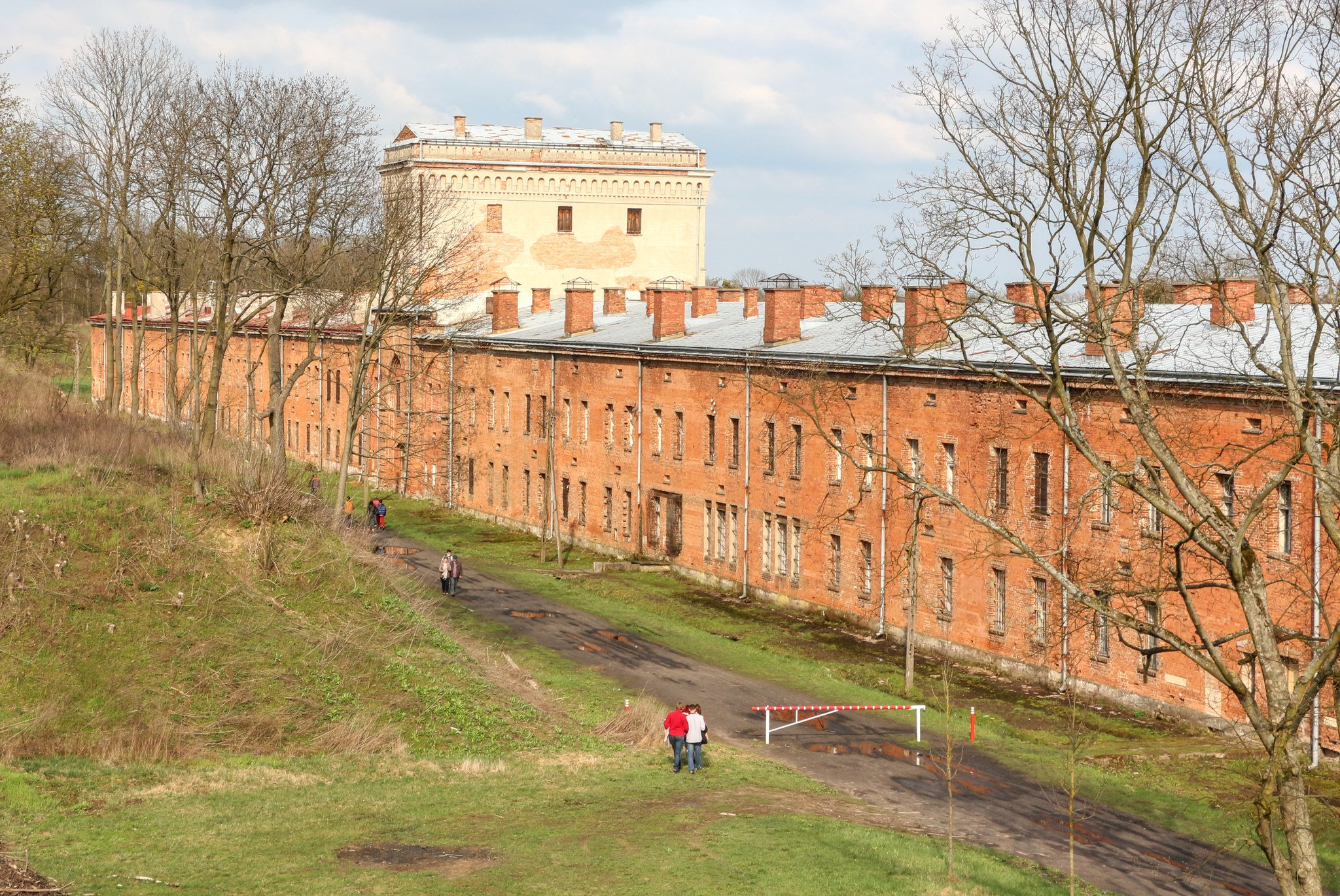
Modlin – widok koszar obronnych po ich stronie północnej.

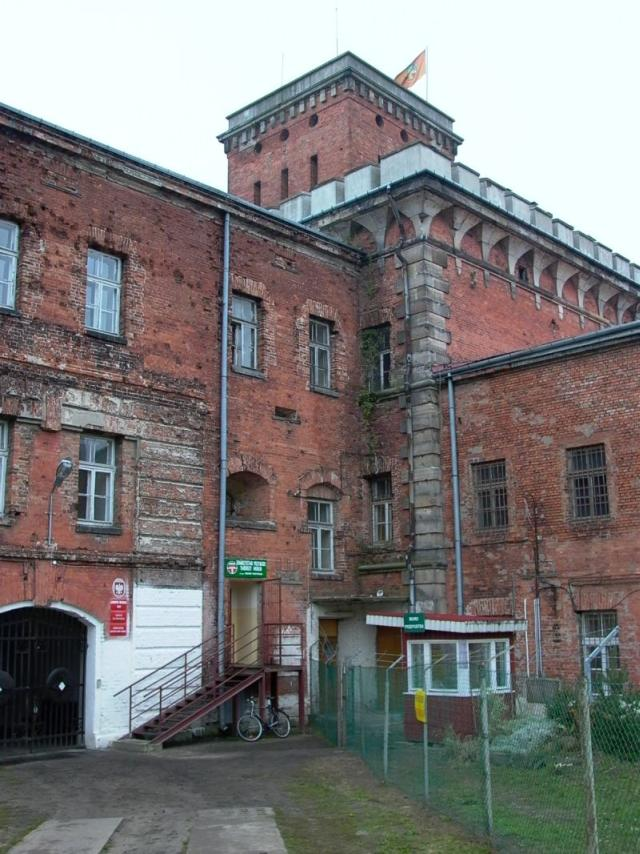
Modlin: wieża zachodnia koszar, zwana „tatarską”, „czerwoną” lub „kaukaską”. Widoczna pojedyncza zachowana strzelnica działowa, pozostałe zostały przebudowane na okna.

Likwidacja autonomii Królestwa Polskiego po roku 1831 wiązała się również z rozbudową fortyfikacji na jego obszarze. Celem tego działania była nie tylko obrona zachodnich rubieży Rosji, ale też zapobieżenie kolejnym polskim zrywom. W ten sposób powstała twierdza w Warszawie (Cytadela Aleksandryjska) (Александровская цитадель). Również w Modlinie, przemianowanym w 1834 roku na Новогеоргиевск (Nowogieorgijewsk), podjęto szeroko zakrojone prace nad rozbudową fortyfikacji. Autorem głównego planu rozbudowy w latach 1832–1841 był generał Iwan Dehn. Całość przebudowy, wraz z modernizacją przedmości, zakończono w roku 1841. Po ukończeniu twierdza otrzymała nazwę Новогеоргиевская крепость (Twierdza Nowogieorgijewska). Kilka lat dłużej trwała budowa ogromnego, obronnego spichrza zbożowego, stanowiącego główny magazyn dla wojsk rosyjskich stacjonujących na obszarze Królestwa.
W latach sześćdziesiątych polecenie rozbudowy i uzupełnienia Twierdzy Nowogieorgijewsk (Modlin) wydał gen. Eduard Totleben. Po 1864 r. wybudowano wewnątrz francuskiego rdzenia bastionowego 2250 metrowy obwód koszar obronnych obliczony na pomieszczenie 20 tys. żołnierzy, charakterystyczny dla fortyfikacji rosyjskich (podobne miały Twierdza Dęblin i twierdza brzeska). Koszary osłaniane z 4 kaponier stały się trzecim obwodem twierdzy Modlin. Koszary te, posiadające strzelnice dla dział i broni piechoty, kaponiery na załamaniach oraz otoczone rowem, stanowić miały ostatni punkt oporu twierdzy. Ukończono też wtedy zarzucone po roku 1813 korony, uzupełniając je ciągłym umocnieniem poligonalnym z rawelinami i murem Carnota. W ciągu następnych czterdziestu lat twierdza stopniowo stawała się przestarzała, mimo to nie podejmowano większych działań w kierunku jej modernizacji. W latach sześćdziesiątych w cytadeli wybudowano także kilka prochowni (magazynów amunicyjnych). Uzupełniono ją też o fort „Ostrołęka”, powstały z rozbudowy dzieła rogowego we wschodniej części twierdzy. Toczone w tym czasie wojny (głównie wojna krymska) pokazały jednak nowe tendencje w sposobach prowadzenia wojny i budownictwie umocnień.

### 1883–1915. Twierdza fortowa

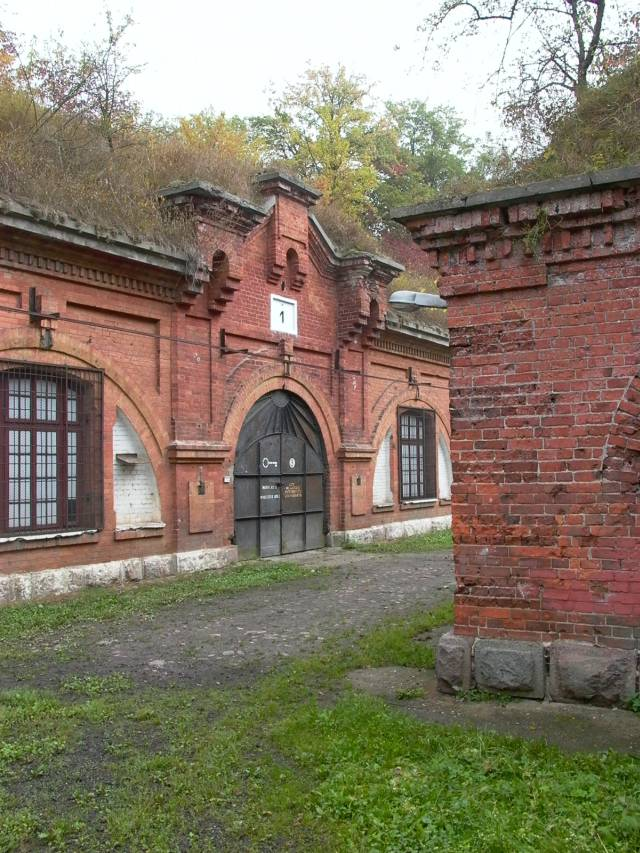
Modlin, Fort III: wejście główne do koszar i poterny oraz fragment ceglanej kaponiery.

Do modernizacji twierdzy, jak i budowy w podobnym czasie innych umocnień w zachodniej części Rosji (np. Osowiec, Warszawa, Dęblin (ros. Iwangorod)), przystąpiono w 1883, co podyktowane było pogarszającą się sytuacją międzynarodową – głównie sojuszem niemiecko-austro-węgierskim (rozszerzony o Włochy zyskał ten sojusz miano Trójprzymierza). Wzniesiono wówczas pierścień 8 fortów wysuniętych przed dotychczasową twierdzę na odległość 2,1 do 4,8 kilometra; ponadto na przedmościu nowodworskim wzniesiono fort „Nad Wisłą”. Budowę fortów, których plany oparto na typowym forcie rosyjskim (wzór F1879), ukończono w 1888. Były to forty dwuwałowe (oddzielne wały dla artylerii i piechoty), oparte na planie pięcioboku, o dwóch czołach. Wszystkie budowle – koszary, kaponiery i przeciwskarpy – wznoszono z cegły. Forty łączyła z zapleczem – cytadelą sieć dróg fortecznych, kolei wąskotorowej i łączności. W 1893 powstał, pierwszy na ziemiach polskich, oddział aeronautyczny wyposażony w balony obserwacyjne. Dowodem na technologiczne zapóźnienie Rosji jest fakt, iż w momencie ukończenia były to już fortyfikacje przestarzałe.
Pierwszą modernizację fortów przeprowadzono w latach 1894–1900. Polegała ona przede wszystkim na zastąpieniu najważniejszych elementów zbudowanych z cegły ich betonowymi odpowiednikami. W pierwszej kolejności chodziło tutaj o przeciwskarpy i kaponiery. Stropy innych obiektów wzmacniano betonem.
Na przełomie XIX i XX w. powrócono do dawniejszej koncepcji tzw. „trójkąta fortecznego” (zob. Warszawski Rejon Umocniony). Polegała ona na oparciu obrony zachodnich rubieży cesarstwa na dużym ugrupowaniu twierdz. Narożniki trójkąta stanowić miały Modlin, Zegrze i Warszawa, zaś boki uzupełniać siedem fortów.
Doświadczenia z przegranej wojny z Japonią w latach 1904–1905 wywołały w rosyjskich kręgach wojskowych przekonanie, że armia rosyjska winna koncentrować się poza obszarem Królestwa, by mieć więcej czasu na mobilizację. Efektem tego było wydanie w 1909 rozkazu o likwidacji wszystkich z wyjątkiem Osowca i Modlina twierdz rosyjskich na tym obszarze. Równocześnie podjęto decyzję o kolejnej rozbudowie Modlina, by mógł stanowić on w wypadku wojny punkt oporu na głębokich tyłach wroga. Decyzja o likwidacji nie była jednak konsekwentnie przestrzegana względem niektórych twierdz i niedługo przed wybuchem wojny ponownie przystąpiono do ich rozbudowy.

Twierdza Modlin: schemat przedstawiający rozmieszczenie głównych obiektów w 1915 r. (przedstawione są także obiekty obecnie nieistniejące).

W 1912 rozpoczęto budowę zewnętrznego pierścienia fortów, składającego się z 11 obiektów, uzupełnianego 12 dziełami pośrednimi i licznymi zespołami prochowni (magazynów amunicji). Forty oddalone być miały od cytadeli na odległość od 5,3 do 8,5 kilometra. Stare forty miały albo uzupełniać obronę jako druga linia, były wtedy modernizowane do najnowszych standardów, albo stanowić zaplecze mieszkalno-magazynowe dla załóg. Na szczególnie ważnych odcinkach zaplanowano budowę trzech grup fortowych („Goławice”, „Carski Dar”, „Janówek”), czyli zespołów wzajemnie się uzupełniających dzieł.
Projekty fortów oparto na trzech wzorcach: F1909 autorstwa generała Konstantina Wieliczko, F1910 oraz GF1908/12, dla grup fortowych, generała Nestora Bujnickiego. Były to forty ziemno-betonowe (w szczególnie narażonych na ostrzał miejscach stosowano płytko zbrojony żelazobeton) o narysie zbliżonym do trójkąta bądź trapezu. Mimo ograniczeń, wynikających z ogólnej kondycji państwa, zawierały szereg nowatorskich rozwiązań, były wśród nich dzieła nowoczesne i bardzo interesujące z punktu widzenia architektury obronnej, jak Grupa Fortowa „Carski Dar”. Posiadały jednak również wady: w porównaniu do istniejących już w fortyfikacji francuskiej czy niemieckiej nowoczesnych dzieł, np. pierwszych grup warownych czy fest, były dosyć schematyczne, dysponowały małą ilością stanowisk do ukrytej obserwacji itp. Dodatkowo w chwili wybuchu wojny posiadały mało elementów pancernych. Chociaż najważniejsze dzieła, jak np. Fort XV miały być wyposażone w wieże artyleryjskie i pancerne stanowiska obserwacyjne, wielu z nich nie zamontowano, a rezygnację z innych wymusiły oszczędności. Do rozpoczęcia oblężenia twierdzy w 1915 forty nie zostały ukończone. W wielu z nich widoczne są ślady pospiesznego doprowadzania do gotowości bojowej, czy nawet budowy prowizorycznych umocnień. Umocnienia te, mimo swoich wad, dawały załodze dobre zabezpieczenie przed ostrzałem większości ówcześnie stosowanej artylerii i były poprawnie rozmieszczone w terenie.
Mimo nieukończenia i pewnych mankamentów Twierdza Nowogeorgijewsk ze swoimi 19 fortami i licznymi obiektami międzypola (dzieła pośrednie, prochownie, umocnienia polowe) była jedną z najpotężniejszych twierdz ówczesnej Europy, z dzisiejszej perspektywy także jedną z bardziej interesujących. Sumy włożone w jej modernizację pozwalały wierzyć, że zatrzyma ona na długo ofensywę niemiecką. Stało się jednak inaczej.

### 1915–1918. Modlin w I wojnie światowej. III obrona twierdzy

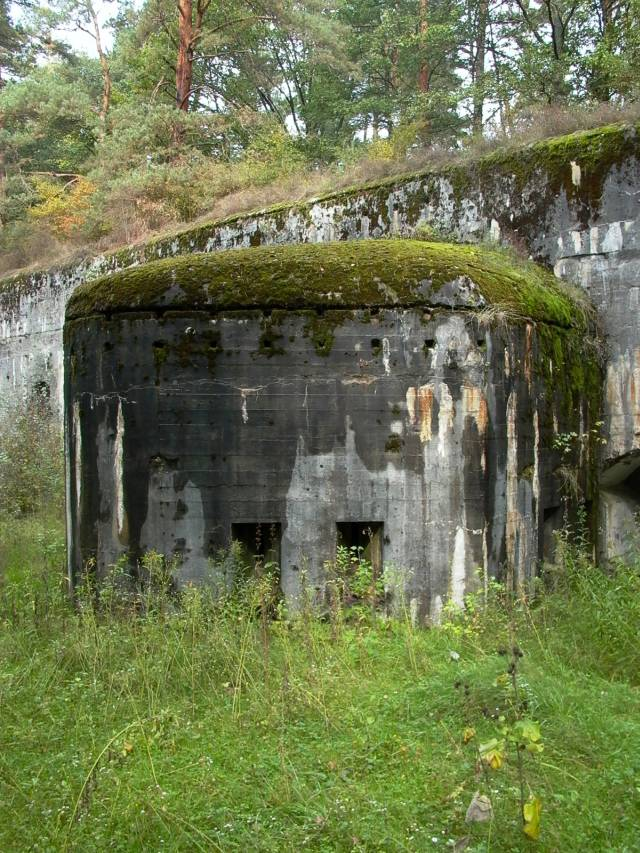
Modlin, Grupa Fortowa „Carski Dar”: dzieło lewoskrzydłowe grupy – koszary obronne. Miejsce zaciętych walk w sierpniu 1915 r.

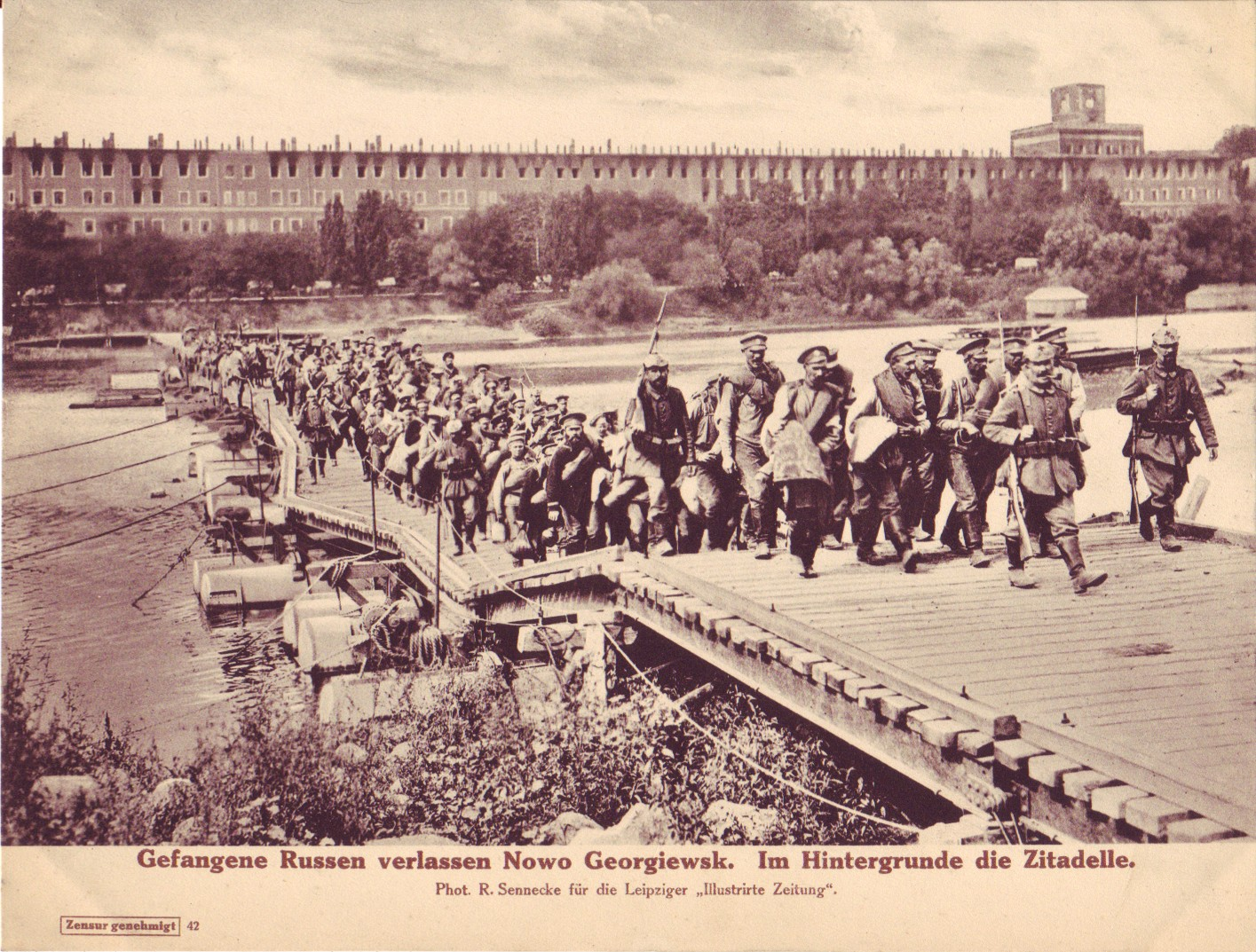
Rosyjscy jeńcy prowadzeni po moście pontonowym

Obrona twierdzy modlińskiej (nowogeorgijewskiej) w roku 1915 jest przykładem stosowanego przez wojska niemieckie błyskawicznego szturmu twierdzy fortowej. Na przełomie lipca i sierpnia 1915 roku wojska niemieckie zbliżyły się do Wisły. 5 sierpnia została bez walki zajęta Warszawa (por. I wojna światowa). Pod Modlin podeszło mieszane zgrupowanie oblężnicze dowodzone przez generała Hansa Beselera, liczące 80 tys. żołnierzy, wyposażonych między innymi w potężne moździerze oblężnicze kalibru 420 mm. Załogę twierdzy stanowiło liczące 105 tys. żołnierzy zgrupowanie generała kawalerii Bobyra, składające się z dość losowych jednostek. Oddziały te posiadały łącznie tylko około 60 tys. karabinów. Imponująca wydawała się być liczba dział – około 1000 sztuk. Jednak tylko 250 z nich było działami fortecznymi, a 144 względnie nowoczesnymi polowymi; reszta stanowiła działa przestarzałe. Na domiar złego, w ręce niemieckie jeszcze przed rozpoczęciem walk wpadł sztabowy samochód rosyjski wraz z dokładnymi planami umocnień.
Oblężenie twierdzy trwało zaledwie od 9 sierpnia do 20 sierpnia 1915 roku, z czego zasadnicze walki trwały tylko sześć dni. Szturm po przygotowaniu artyleryjskim rozpoczął się 13 sierpnia. Tego dnia Niemcy przełamali rosyjską obronę na linii umocnień polowych i podeszli pod linię fortów od strony północno-wschodniej – na odcinku pomiechowskim. 15 sierpnia wieczorem po długim ostrzale zostało zajęte prawoskrzydłowe dzieło grupy „Carski Dar”. Następnego dnia, 16 sierpnia późnym wieczorem, po nieudanych kontratakach rosyjskich, niemiecka piechota zdobyła fort XV. Długo bronili się natomiast żołnierze zabarykadowani w dziele lewoskrzydłowym. Kolejne kontrataki rosyjskie mające na celu odebranie umocnień zakończyły się niepowodzeniem. W nocy z 17 na 18 sierpnia generał Bobyr wydał rozkaz opuszczenia umocnień zewnętrznego pierścienia na odcinku pomiechowskim, które rankiem 18 sierpnia zostały zajęte przez Niemców. Decyzja ta, jak i następna, o opuszczeniu i wysadzeniu wszystkich umocnień zewnętrznego pierścienia na prawym brzegu Wisły, pogłębiła rozkład załogi twierdzy. Prowadzony 19 sierpnia ostrzał fortów II i III, jak i samej cytadeli, poprzedzał szturm generalny twierdzy. Po południu 19 sierpnia Niemcy zajęli wspomniane forty, a około godziny 19 wkroczyli do cytadeli. 20 sierpnia generał Bobyr złożył podpis pod aktem kapitulacji twierdzy nowogeorgijewskiej.
Na tak zaskakująco szybki upadek najpotężniejszej rosyjskiej twierdzy złożyło się wiele czynników. Obrońców osłabiało kiepskie wyszkolenie do walk w twierdzy i brak odpowiedniego wyposażenia, brak wykończenia większości obiektów pierścienia zewnętrznego twierdzy i nade wszystko słaba wola walki tak dowódców, jak i ich podkomendnych. Żołnierze armii rosyjskiej zdobywali się jednak również na wielkie bohaterstwo, jak to w czasie walk o grupę „Carski Dar”. Z kolei na korzyść Niemców przemawiało doskonałe wyszkolenie wojsk w prowadzeniu ataków na obiekty umocnione (armia niemiecka miała już za sobą szereg równie imponujących i błyskawicznych szturmów na twierdze w roku 1914, np. Liège, Maubeuge czy Antwerpię, której szturmem dowodził ten sam generał Beseler), wyposażenie w nowoczesną artylerię oblężniczą i posiadanie pełnych planów twierdzy. Upadek twierdz takich jak Antwerpia czy Modlin znacznie osłabiał wiarę alianckich sztabowców w obiekty umocnione i stał się przyczyną początkowych sukcesów niemieckich w szturmie na Verdun.
Do roku 1918 obiekty twierdzy były wykorzystywane przez wojska niemieckie na potrzeby magazynowe, szpitalne itp.

### 1918–1939. Twierdza Wojska Polskiego
Po odzyskaniu przez Polskę niepodległości Modlin szybko stał się ponownie ważnym umocnieniem – tym razem w czasie wojny 1920 roku. Twierdza Modlin stała się głównym punktem obrony 5. Armii generała Władysława Sikorskiego na linii Wkry. Wojska radzieckie zdobyły w ciężkich walkach w połowie sierpnia 1920 roku kilka fortów, jednak wobec zwycięskiej kontrofensywy polskiej znad Wieprza (por. Bitwa Warszawska) wojska generała Sikorskiego również przeszły do działań zaczepnych.

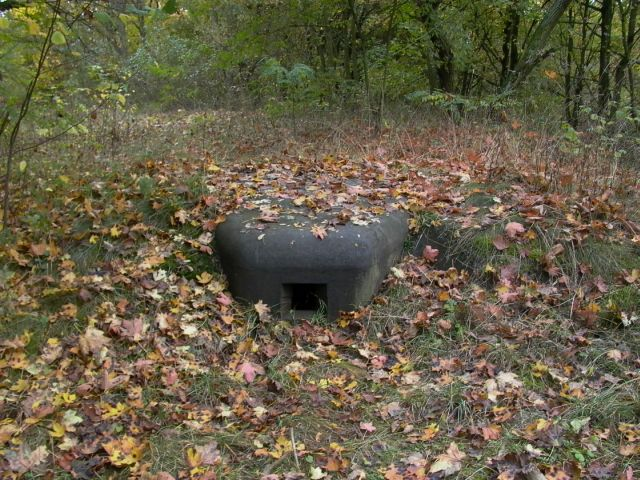
Modlin, Fort XVI: polska doświadczalna kopuła na ciężki karabin maszynowy zabudowana w forcie w okresie międzywojennym.

W okresie międzywojennym twierdza spełniała dwie role. Po pierwsze, była bardzo ważnym garnizonem i magazynem. Znajdowały się tutaj m. in. Szkoła Podchorążych Broni Pancernych, Centrum Wyszkolenia Saperów oraz siedziby licznych jednostek armijnych. Po drugie, odgrywała rolę polskiego poligonu fortecznego. Odrodzona Polska, zagrożona przez Niemcy i Rosję Radziecką, stanęła przed koniecznością budowy własnych umocnień, nie posiadając ani doświadczenia, ani środków odpowiednich do bezpośredniego kopiowania rozwiązania francuskiego (Linia Maginota). W fortach Modlina zainstalowano więc kilka eksperymentalnych kopuł pancernych dla obserwacji i karabinów maszynowych, wybudowano doświadczalne schrony bojowe oraz testowano broń forteczną. Równocześnie stare umocnienia były konserwowane – brano pod uwagę ich wykorzystanie w czasie ewentualnego konfliktu w przyszłości. Obiekty doświadczalne również budowano z myślą o ich włączeniu do struktury obronnej twierdzy. Ponadto w Modlinie mieścił się port wojenny i stocznia rzeczna.
24 marca 1928 minister spraw wojskowych, marszałek Polski Józef Piłsudski, zarządził przeniesienie Oficerskiego Trybunału Orzekającego z Warszawy do Modlina.
24 stycznia 1930 roku Józef Piłsudski powołał Komisję Odbudowy Modlina pod przewodnictwem pułkownika Bolesława Jatelnickiego.
Tuż przed wybuchem II wojny światowej wzniesiono w twierdzy sześć małych schronów bojowych, każdy na dwa ciężkie karabiny maszynowe. Wykonano także odcinki rowów przeciwpancernych i szereg ziemnych umocnień polowych. Niektóre umocnienia twierdzy – np. prochownie – wykorzystano na schrony przeciwlotnicze oddziałów armijnych. Rubież obronną zaplanowano wzdłuż wewnętrznego pierścienia fortów.

### IV obrona twierdzy w 1939

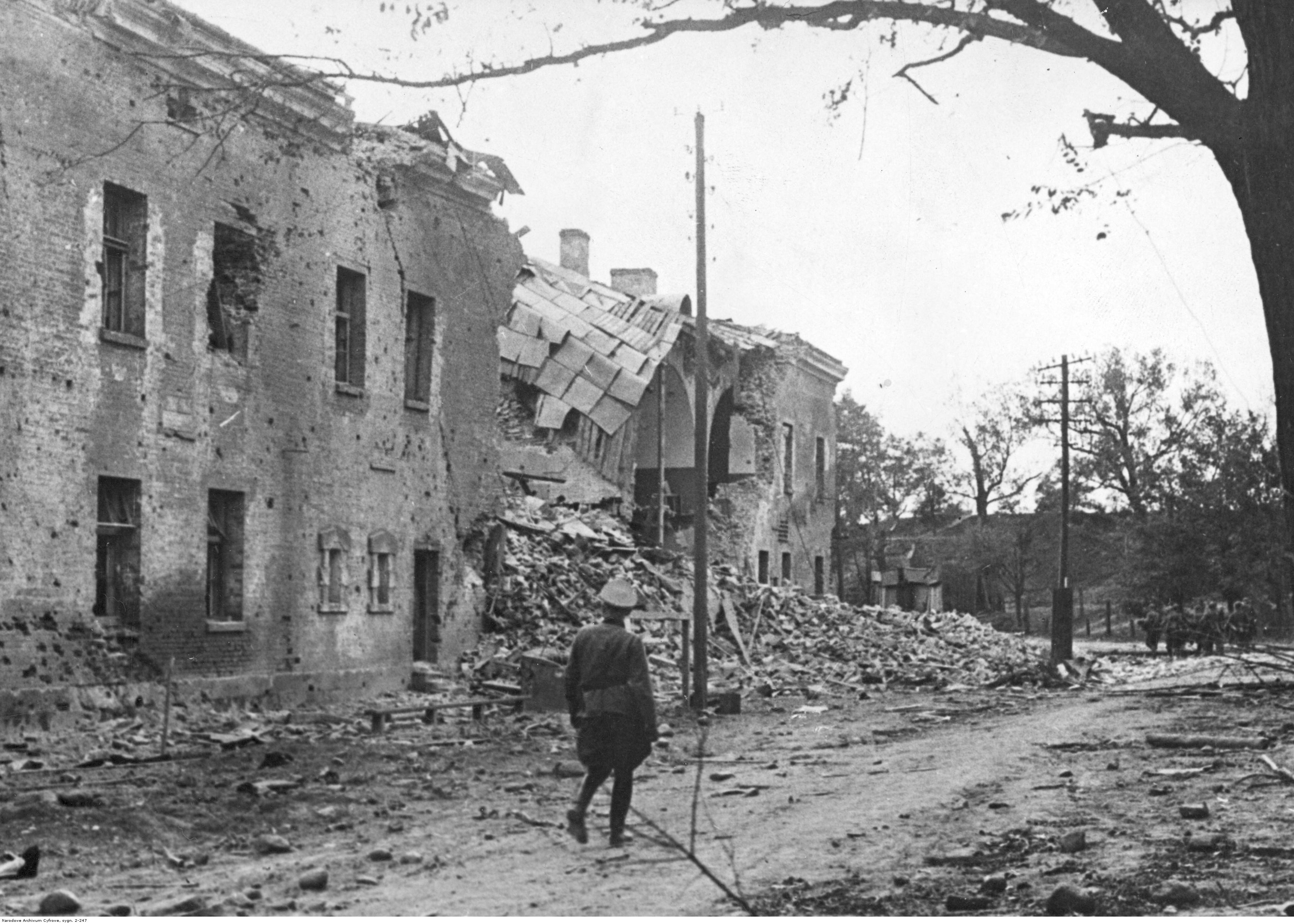
Zniszczone podczas walk wrześniowych budynki Twierdzy Modlin.

We wrześniu 1939 roku garnizon twierdzy stanowiła początkowo 8 Dywizja Piechoty. Stacjonował tu też sztab Armii Modlin. Po bitwie granicznej twierdzę obsadziły dalsze części oddziałów Armii „Modlin”. Wojska niemieckiego II Korpusu Armijnego podeszły pod twierdzę 10 września 1939. Od 13 września Modlin zaczęły obsadzać oddziały Armii „Łódź” dowodzonej przez generała Wiktora Thommée, który objął dowództwo Obozu Warownego „Modlin”. Przez dalsze dwa tygodnie trwało oblężenie twierdzy przez przeważające siły niemieckie. Twierdza, atakowana, ostrzeliwana i bombardowana z powietrza, skapitulowała 29 września 1939 roku, gdy wobec kapitulacji Warszawy jej dalsza obrona była bezcelowa. Modlin, podobnie jak w latach 1813 i 1831, był jednym z ostatnich punktów polskiego oporu.
W kolejnych latach II wojny światowej Twierdza Modlin nie odegrała już roli w działaniach wojennych. Podczas okupacji Niemcy wykorzystywali umocnienia do różnych celów. W forcie I znajdował się obóz przejściowy, a w forcie III – obóz koncentracyjny, gdzie zginęło ok. 20 tys. ludzi. Twierdza wyzwolona została 18 stycznia 1945 roku.

### Okres powojenny

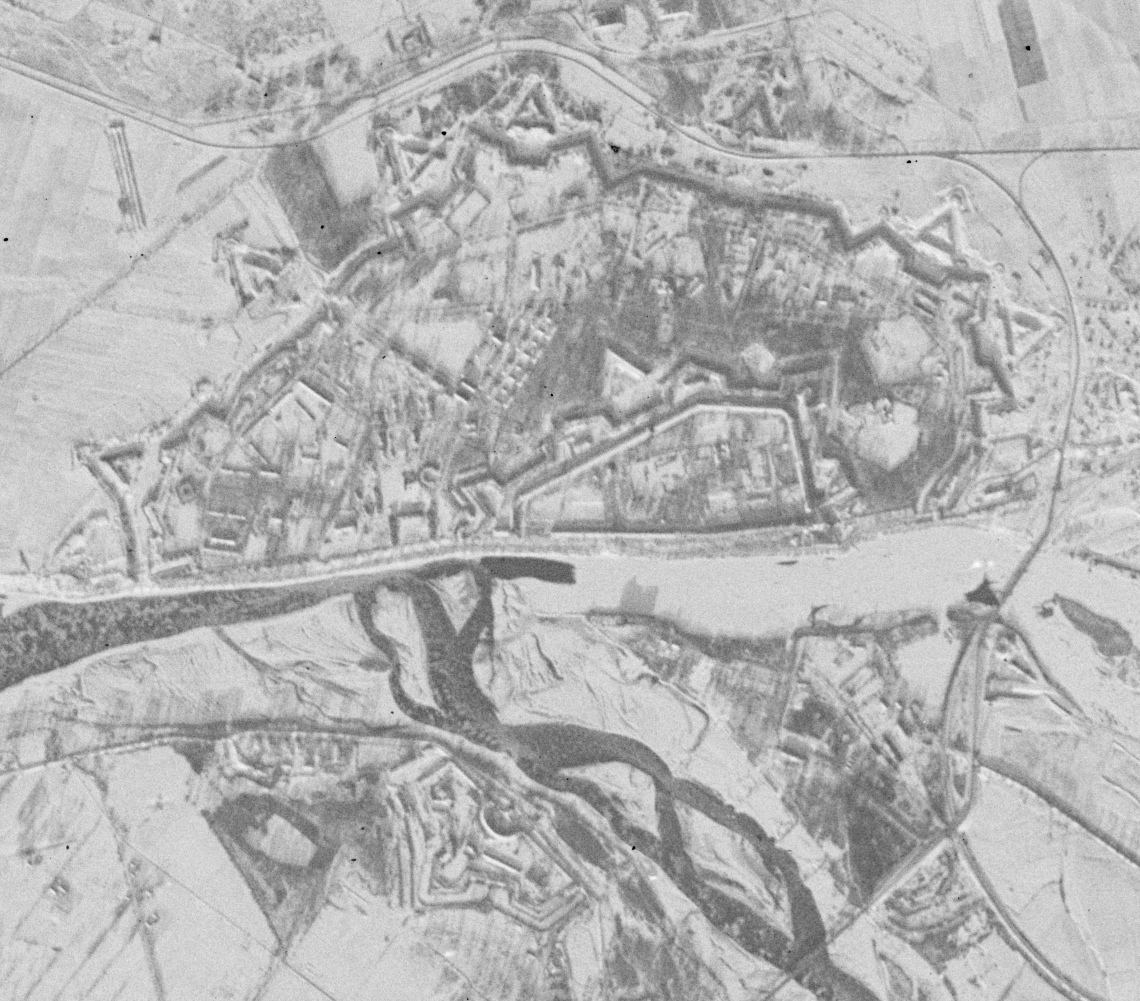
Twierdza Modlin sfotografowana przez amerykańskiego satelitę wywiadowczego, grudzień 1961 r.

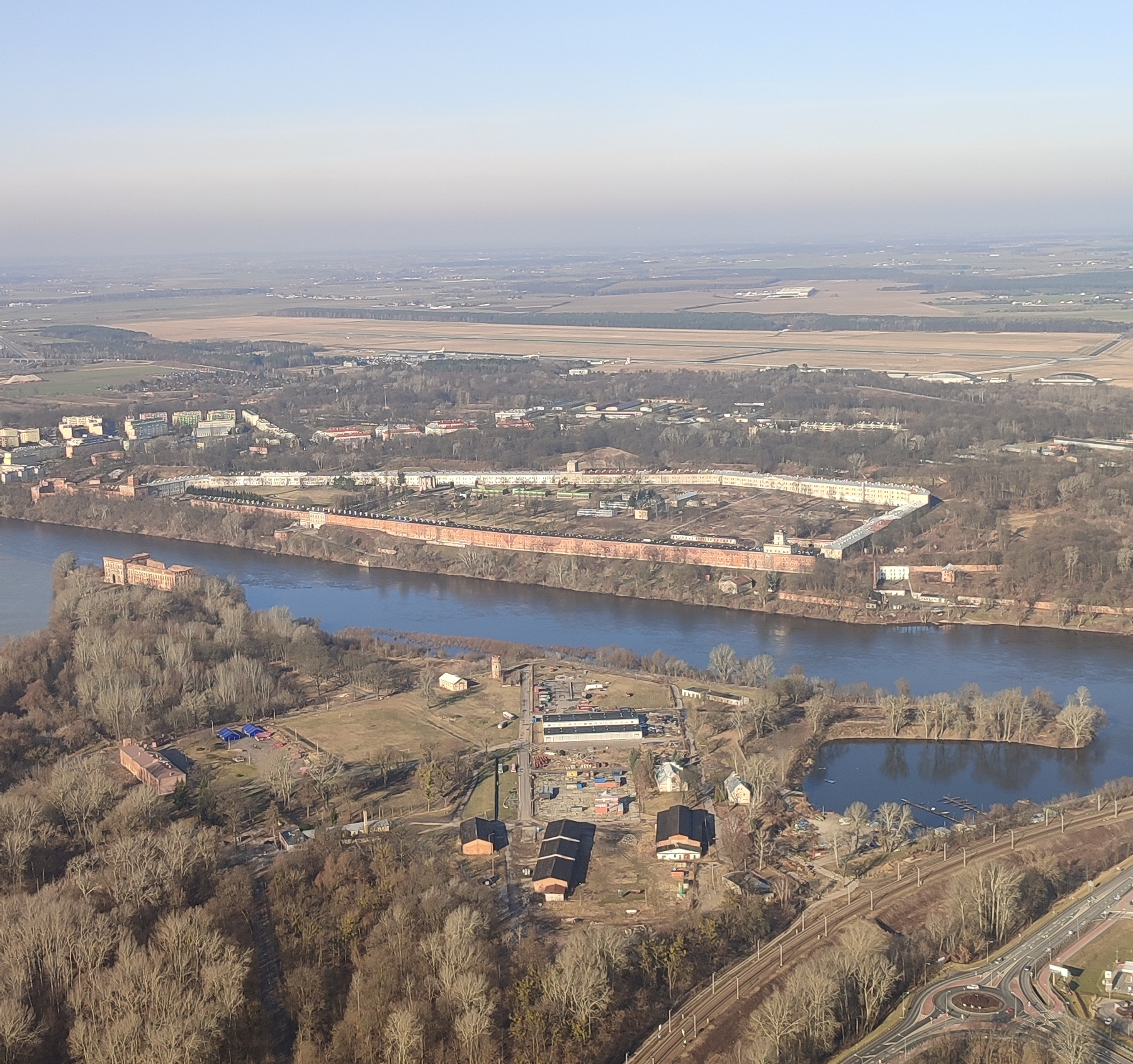
Twierdza Modlin z lotu

Po wojnie większość obiektów – zarówno cytadelę, jak i forty – zajmowało Wojsko Polskie. Obecnie wiele umocnień zostało opuszczonych (m. in. Fort V, Fort XII, Fort XIV), ulegając daleko idącej i nieodwracalnej dewastacji – zjawisko kradzieży oryginalnych elementów pancernych i pozostałości wyposażenia nasiliło się szczególnie po roku 2000. Liczne obiekty zostały wydzierżawione jako działki wypoczynkowe (np. fort XI, fort XVI, dzieło D-8). Pojawiają się jednak także przykłady pozytywnego wykorzystania zabytkowych umocnień dla celów turystycznych. Prowadzone są również badania naukowe.
Na terenie twierdzy, na północ od cytadeli, znajduje się port lotniczy Warszawa-Modlin – dawne lotnisko wojskowe, wykorzystywane dla obsługi ruchu pasażerskiego, głównie tzw. tanich linii lotniczych.
W październiku 2008 wewnętrzny obwód obronny Cytadeli wraz z koszarami obronnym, wpisane do rejestru zabytków województwa mazowieckiego decyzją z dnia 19.04.1957 pod numerem 1062/69, zostały wystawione na sprzedaż przez Agencję Mienia Wojskowego w drodze przetargu, za cenę wywoławczą 220 mln złotych z bonifikatą 50% wylicytowanej ceny przy zakupie, z tytułu wpisania nieruchomości do rejestru zabytków. Przetarg odbył się 10 grudnia 2008 r. Kolejny przetarg z ceną wywoławczą 160 mln złotych, zaplanowany na 21 sierpnia 2009 r., również nie przyniósł rozstrzygnięcia. Dopiero w dziewiątym przetargu, dnia 12 sierpnia 2013, obszar twierdzy o pow. 58 ha zmienił właściciela, którym została spółka Grupa Konkret z Poznania. Wartość transakcji po udzielonych bonifikatach wyniosła 17,85 mln złotych.
W chwili obecnej konserwator zabytków dopuszcza bardzo szerokie możliwości adaptacji i przerobienia koszar (np. do funkcji mieszkalnych, hotelowych, usługowych, kulturalnych i turystycznych) pod warunkiem zachowania bryły budynku oraz pozostawienia terenu cytadeli, części wnętrz oraz części budynku koszar wraz z tarasami widokowymi na dwóch wieżach jako ogólnodostępnych. Dopuszczono natomiast budowę podziemnych parkingów i dojazdów, form małej architektury oraz niezbędnych nowych ciągów komunikacyjnych.
W lutym 2022 roku po wybuchu wojny na Ukrainie południowo-zachodnia część koszar twierdzy została po pracach remontowych prowadzonych przez właściciela obiektu i wolontariuszy wykorzystana jako miejsce lokowania uchodźców z Ukrainy. Uchodźców dyslokowano również w hotelu Modlin Palace. Twierdza pełniła też rolę punktu logistycznego do gromadzenia i segregacji darów dla uchodźców przekazywanych przez mieszkańców, firmy oraz instytucje samorządowe i kościelne Mazowsza.

## Obiekty twierdzy
W strukturze Twierdzy Modlin wyróżnić można:
- Cytadelę z przedmościami – kazuńskim i nowodworskim;
- wewnętrzny pierścień fortów – składający się z 8 fortów;
- zewnętrzny pierścień fortów – składający się z 10 fortów z 11 (1 nie istnieje) i 7 dzieł pośrednich z 12 (5 nie istnieje);
- obiekty zaplecza: zespoły prochowni, magazyny, zabudowania koszarowe;
- pozostałości umocnień polowych i fortyfikacji polskich z 1939 roku.

## Turystyka i zwiedzanie

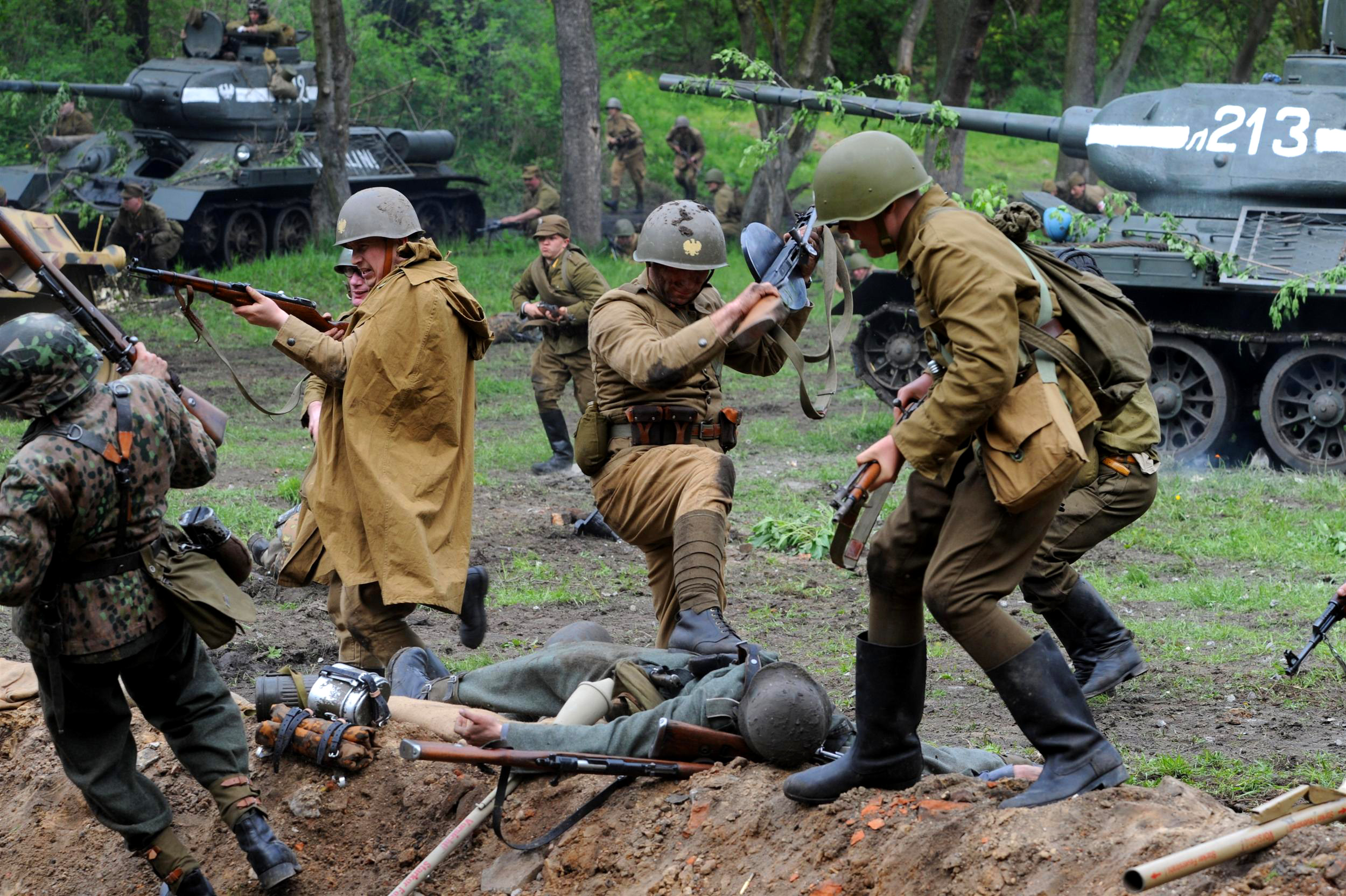
Rekonstrukcja operacji berlińskiej (1945) w twierdzy Modlin (2008)

Obecnie możliwe jest zwiedzanie niektórych obiektów twierdzy, zarówno indywidualnie, jak i w grupach zorganizowanych. Zagospodarowane turystycznie są:
- część koszar obronnych cytadeli razem z wieżą zachodnią (tzw. Tatarską lub Czerwoną) oraz dziedzińcem koszar obronnych i Wieżą Wodną - udostępnione do zwiedzania przez właściciela Grupę Konkret,
- prochownia 197 w obrębie wałów obwodu wewnętrznego - mieści się tam Muzeum Twierdzy Modlin,
- zabudowania dawnej pralni - mieści się tam hotel i restauracja - Royal Hotel oraz Restauracja Stara Pralnia,Royal Hotel twierdzy Modlin

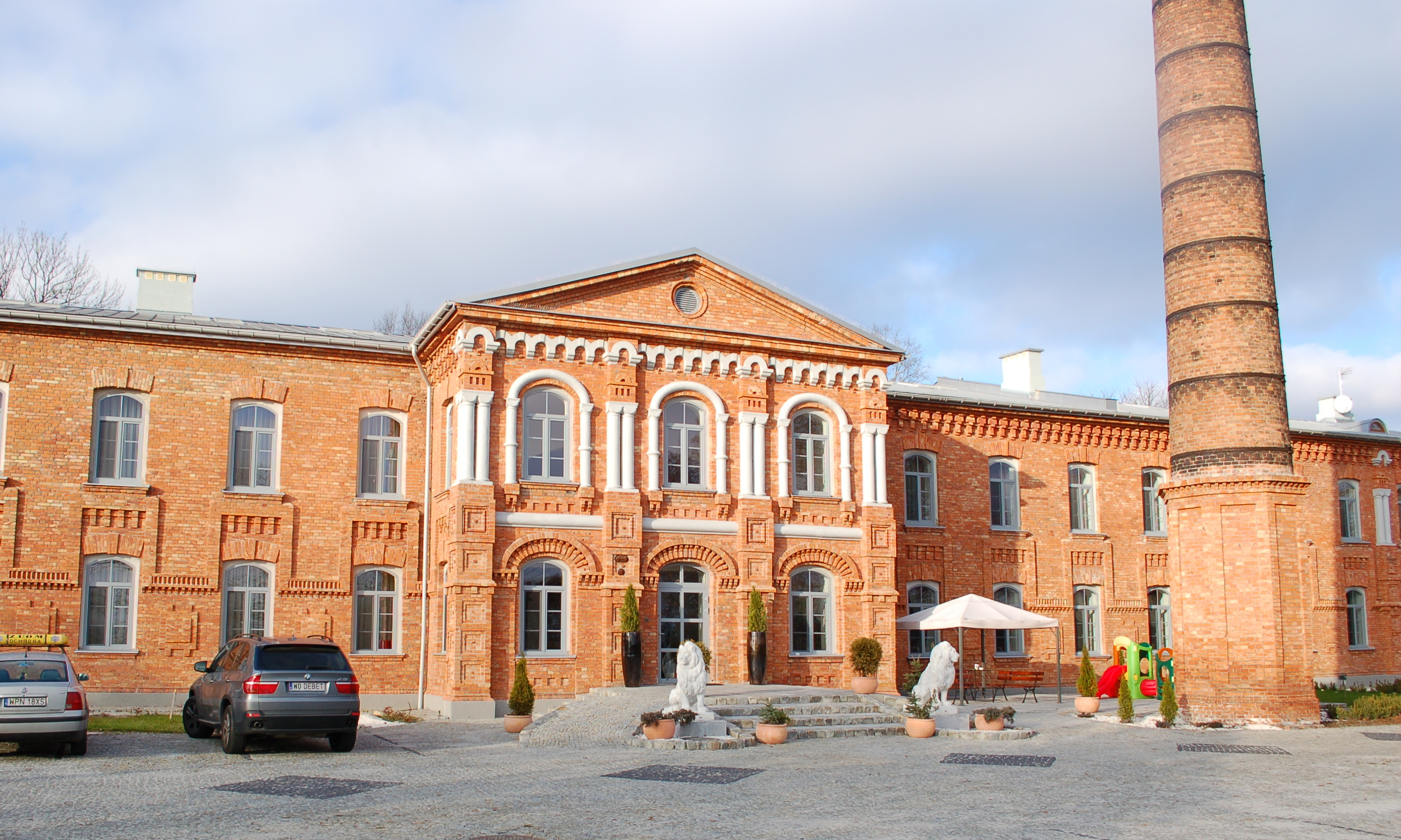
Royal Hotel twierdzy Modlin

- Front Księcia Warszawskiego - udostępnione do zwiedzania chodniki kontrminowe oraz zabudowania frontu, całość działa pod nazwą Front Modlin,Kasyno Oficerskie

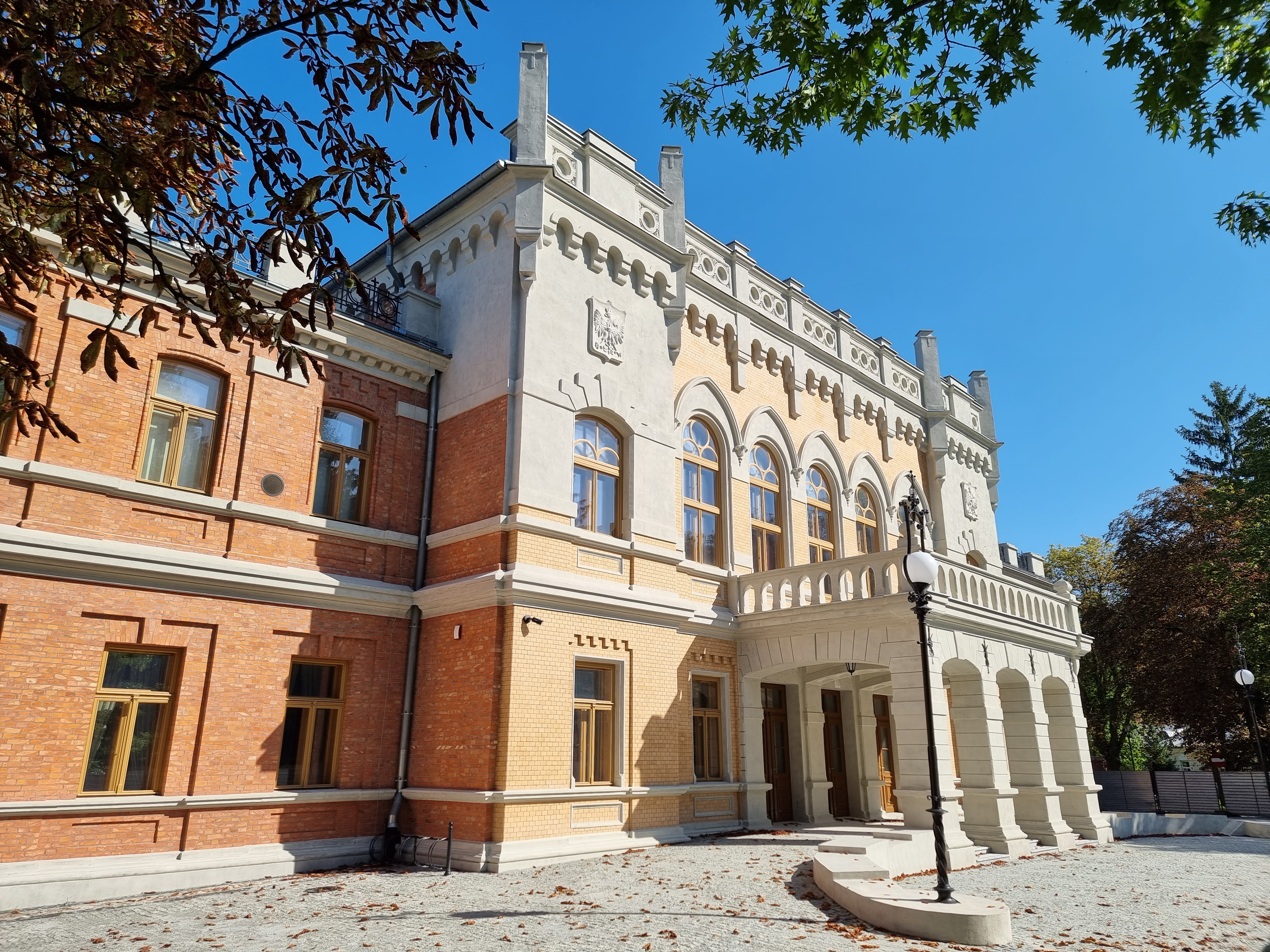
Kasyno Oficerskie

- Kasyno Oficerskie - udostępnione w ramach działalności Nowodworskiego Ośrodka Kultury,
- Muzeum Kampanii Wrześniowej i Twierdzy Modlin - mieści się w parterowym budynku dawnych koszar oficerskich,
- Fort III w Pomiechówku - jedyny fort twierdzy w ramach zorganizowanego zwiedzania, dostępny dzięki działalności Fundacji Fort III Pomiechówek.[15]

Na terenie twierdzy działają przewodnicy turystyczni, których usługi można zamówić za pośrednictwem:
- Towarzystwo Przyjaciół Twierdzy Modlin im. gen. Ignacego Prądzyńskiego,
- Oddział Nowodworski PTTK – Klub Przewodników Terenowych „Bastion”,
- Front Modlin,
- Oficjalna strona twierdzamodlin.com.[15]

Na terenie Twierdzy Modlin, na parterze w jednej z carskich kamienic, wybudowanych pod koniec XIX w. dla kadry oficerskiej, mieści się restauracja.
Od 8 września 2012 r. w Twierdzy Modlin funkcjonuje również szlak turystyczny Baśki Murmańskiej, który w formie atrakcyjnej gry miejskiej prezentuje zwiedzającym (zwłaszcza najmłodszym) zabytki twierdzy.

## Twierdza Modlin w filmie
Niektóre obiekty Twierdzy Modlin posłużyły jako plany filmowe w znanych polskich filmach i serialach, m. in. w następujących:
- C.K. Dezerterzy – sceny koszarowe (prawie cała pierwsza część), mieszkanie von Nogaya, końcowa scena wyjścia z koszar;
- Kiler – scena obiadu w więzieniu;
- Pan Tadeusz (ekranizacja poematu Adama Mickiewicza pt. Pan Tadeusz) – ruiny spichlerza w widłach Narwi i Wisły posłużyły za zamek Horeszków; wnętrza twierdzy za paryskie mieszkanie Adama Mickiewicza;
- Avalon Mamoru Oshii – ruiny spichlerza posłużyły za plener jednego z etapów;
- Oficerowie, odc. 12 – w scenie przekazania Granta Toporowi;
- Przeprowadzki – w jednym z odcinków w czasie przeprowadzki postój zrobiono przed koszarami.
- Jutro idziemy do kina – scena przed bramą
- Chrzest – scena łowienia ryb, ruiny spichlerza.
- 1920. Wojna i miłość
- 1920 Bitwa warszawska
- Czas honoru – tereny wokół Wieży Czerwonej jako angielski obóz szkoleniowy; klub garnizonowy jako kwatera niemieckich oficerów
- Hans Kloss. Stawka większa niż śmierć
- Ekstradycja – scenę spotkania Halskiego z Jerzym (byłym szefem UOP) nakręcono w ruinach spichlerza
- 1983 – pozostałości mostu przy Bramie Dąbrowskiego jako miejsce pochówków.
- Nowy Dwór Mazowiecki. Twierdza śmierci – film dokumentalny, będący opowieścią historii morderstw grupy modlińskiej, na przełomie początku lat 00.
- Niepewność – jako zbrojownia pałacu w Śmiełowie, w której potajemnie produkowano amunicję dla powstańców listopadowych